# روبرت كولين
روبرت كولين (باليابانية: カレン・ロバート) (و. 1985 – م) هو لاعب كرة قدم، وكاتب سيناريو، من اليابان، ولد في تسوتشي-أورا، إيباراكي.

## روابط خارجية
- روبرت كولين على موقع الاتحاد الدولي (مؤرشف)  (الإنجليزية)
- روبرت كولين على موقع رابطة كرة القدم اليابانية للمحترفين (اليابانية)
- روبرت كولين على موقع دوري كوريا الجنوبية (الإنجليزية)
- روبرت كولين على موقع قاعدة بيانات كرة القدم.إي يو (الإنجليزية)
- روبرت كولين على موقع Soccerway.com (الإنجليزية)
- روبرت كولين على موقع عالم كرة القدم.نت (الإنجليزية)